# Dremomys pernyi
Dremomys pernyi — вид мишоподібних гризунів з родини вивіркових. Зустрічається в північно-східній Індії, південному та центральному Китаї, північній М'янмі, північному В'єтнамі й Тайвані.

## Поширення
Країни проживання: Китай (Сичуань, Ганьсу, Юньнань, Фуцзянь, Хубей), Індія, М'янма, Тайвань, В'єтнам. Мешкає на висотах від 900 до 3500 метрів. Зустрічається в субтропічних гірських вічнозелених, широколистяних і хвойних лісах. Було виявлено, що він займає дупла дерев у середніх високих кронах густих ділянок дубового, бамбукового, ялицевого та соснового лісів.

## Спосіб життя
Це денний і деревний вид, який також шукає їжу в лісовій підстилці.

## Загрози й охорона
Погіршення середовища існування через перехідну практику вирощування (джхум), а також полювання та браконьєрство для місцевого споживання є основними загрозами для цього виду в Південній Азії.
Вид не охороняється жодним законодавством, а також не відомий в жодній із заповідних територій Південної Азії. Імовірно, він присутній у багатьох заповідних територіях за межами Південної Азії.